# Revolver (声優ユニット)
Revolver（リボルバー）は、声優・かないみかプロデュースの下で結成された、男性声優4人組の自主制作ユニットである。

## コンセプト
2005年初夏から夏にかけて結成された。最初は賢プロダクション（森、宮下、梯）、元氣プロジェクト（勝、泰、増川）に所属している声優3人ずつ計6人で結成されたが、同年12月に泰が脱退、2006年1月に勝が、4月に増川がそれぞれ移籍したため、全員賢プロダクション所属となった。特にこれといったテーマはなく、歌やダンス、朗読、演劇等、多岐にわたる分野に挑戦している。2006年10月、梯が脱退した。
2006年12月23日のライブをもって、充電期間として活動を休止した。

## メンバー
- 森訓久
- 宮下栄治
- 勝杏里
- 増川洋一

### 元メンバー
- 泰勇気（2005年12月23日付脱退）
- 梯篤司（2006年10月15日付脱退）

### プロデューサー
- かないみか

## イベント
- Revolver プロローグイベント INVITATION（2005年7月18日、ゲスト：谷山紀章）
- Revolver 1st event ADVANCEMENT（2005年11月6日、ゲスト：鈴木達央）
- Revolver〜Christmas Live〜 "Brightness"（2005年12月23日） ※このイベントをもって泰が脱退
- Live Revolver レコ発Live Anniversary（2006年4月23日、ゲスト：結城比呂）
- Revolver イベント"Fireworks"（2006年7月16日、梯は体調不良により降板、ゲスト：林勇、樋口智透）
- Revolver X'mas Live "White night"（2006年12月23日、ゲスト：team-F） ※このライブをもって充電期間として活動休止